# Opción de Sansón
La Opción de Sansón es un término empleado para describir la alegada estrategia israelí de disuasión de represalias masivas con armas nucleares en contra de las naciones cuyos ataques militares amenazan su existencia, y posiblemente contra otros objetivos.
Israel no es un país miembro del Tratado de No Proliferación Nuclear y rehúsa confirmar o negar oficialmente la posesión de arsenal nuclear, o de haber desarrollado armas nucleares o incluso tener un programa de armas nucleares. Aunque Israel afirma que el Centro de Investigación Nuclear del Néguev cerca de Dimona es un «reactor para investigaciones», ningún informe científico basado en el trabajo realizado allí ha sido publicado. Amplia información sobre el programa en Dimona fue también revelado por el técnico Mordejái Vanunu en 1986. Analistas de imágenes pueden identificar búnkeres de armas, lanzadores de misiles móviles y lugares de lanzamiento en fotos de satélites. Según el Organismo Internacional de Energía Atómica se cree que posee armas nucleares. Se sospecha que Israel ha probado una arma nuclear junto con Sudáfrica en 1979, pero esto nunca ha sido confirmado. Según el Natural Resources Defense Council y la Federación de científicos estadounidenses, Israel posee alrededor de 75 a 200 armas. Israel rehúsa admitir que posee armamento nuclear o incluso rehúsa describir de qué modo las usaría, una política gubernamental de ambigüedad nuclear, también conocida como «opacidad nuclear». Esto ha hecho difícil para cualquier persona fuera del gobierno israelí el poder definir la verdad sobre la política nuclear del país, y a la vez permite que Israel influya sobre las percepciones, acciones y estrategias de la comunidad internacional.
La CIA estima que ya para 1976, Israel poseía de 10 a 20 cabezas nucleares. Ya para el año 2002 se estimaba que ese número se había incrementado entre 75 y 200 cabezas nucleares. Kenneth S. Brower, del Jane's Intelligence Review, ha estimado que el número es mayor, inclusive hasta 400. Estas cabezas pueden ser lanzadas desde tierra, mar o aire. Esto le da a Israel la opción de un segundo ataque incluso si la mayor parte del país es destruido.

## Doctrina de disuasión
El concepto original de la Opción de Sansón fue solo de disuasión. Según el periodista estadounidense Seymour Hersh y el historiador israelí Avner Cohen, los líderes israelíes David Ben-Gurión, Shimon Peres, Levi Eshkol y Moshé Dayán acuñaron el término a mediados de la década de 1960, basados en la figura mítica de Sansón, de quien se dice empujó los pilares de un templo filisteo hasta derrumbarlos, destruyendo así el techo del mismo, y provocando su propia muerte y la de miles de filisteos que habían ido a verlo ser humillado. También lo contrastaron con el sitio a Masada, donde 936 judíos rodeados por miles de legionarios romanos prefirieron suicidarse en masa antes que ser derrotados y hechos esclavos por los romanos.
Aunque las armas nucleares siempre han sido vistas como la mejor garantía de la seguridad Israelí, ya en la década de 1960 el país evitó organizar sus fuerzas militares alrededor de su arsenal nuclear, prefiriendo en su lugar conseguir primero la absoluta superioridad convencional, para dejar el uso de armas nucleares.
Seymour Hersh escribe que «la sorprendente victoria del partido Likud de Menachem Begin en las elecciones de mayo de 1977... llevaron al poder a un gobierno que estaba aún más comprometido que los Laboristas a la Opción Sansón y a la necesidad de un arsenal nuclear israelí».
Louis René Beres, un profesor de Ciencias Políticas en la Universidad de Purdue, quien fue el director del Proyecto Daniel, un grupo encargado de asesorar al primer ministro Ariel Sharón, afirma que la efectividad de la disuasión de la Opción Sansón sería incrementada dando un fin a la política de ambigüedad nuclear de Israel. En un artículo del año 2004, el recomienda usar la Opción Sansón para «apoyar ataques preventivos» contra instalaciones enemigas nucleares y no-nucleares, porque «sin esas armas nucleares, Israel, teniendo que confiar su seguridad sólo a armamentos no-nucleares, puede que no sea capaz de detener retaliaciones enemigas luego del ataque preventivo israelí».
En 2003, Martin van Creveld, un profesor de historia militar en la Universidad Hebrea de Jerusalén, pensó que la Intifada de Al-Aqsa amenazaba la existencia de Israel. Van Creveld fue citado en el libro The Gun and the Olive Branch de David Hirst, diciendo: «Yo considero que ya no hay esperanza. La mayoría de las capitales europeas son objetivo para nuestra fuerza aérea. Tenemos la capacidad de acabar con el mundo entero. Y les puedo asegurar que eso ocurrirá, antes que Israel sea derrotada». Además, citaba al general Moshé Dayán: «Israel debe ser como un perro rabioso, muy peligroso para ser molestado».